# Berosus miles
Berosus miles är en skalbaggsart som beskrevs av Leconte 1855. Berosus miles ingår i släktet Berosus och familjen palpbaggar. Inga underarter finns listade i Catalogue of Life.